# Glypta macilenta
Glypta macilenta är en stekelart som beskrevs av Dasch 1988. Glypta macilenta ingår i släktet Glypta och familjen brokparasitsteklar. Inga underarter finns listade i Catalogue of Life.